# Wojna i Pokój
Wojna i Pokój è una rete televisiva generalista polacca gestita e di proprietà di Grupa ITI che trasmette in lingua polacca.